# 滝之城横穴墓群
滝之城横穴墓群（たきのじょうおうけつぼぐん）は、埼玉県所沢市にある横穴墓群である。
武蔵野台地の一部である所沢台地の東端、柳瀬川に面した急峻な南斜面上部に位置する。台地上にある滝之城跡の土塁防護工事中に9基の横穴墓が発見され、うち5基で調査が行われた。横穴墓の羨道手前の横穴は粘土や丸礫や砂質泥岩で封鎖され、羨道と玄室の間は礫が敷き詰められた床で仕切られている。7世紀中頃の築造とみられ、1号墓と4号墓から2体ずつ遺骸が発掘されている。また、須恵器のほか金環や小玉も出土している。9基ある横穴墓のほかにもまだ未発掘の横穴墓も多数ある。1976年（昭和51年）4月1日に市の史跡に指定された。

## 関連事項
- 日本の古墳一覧
- 埼玉県の古墳一覧
- 群集墳
- 北秋津横穴墓群 - 柳瀬川流域にある同様の遺跡